# دواء موضعي

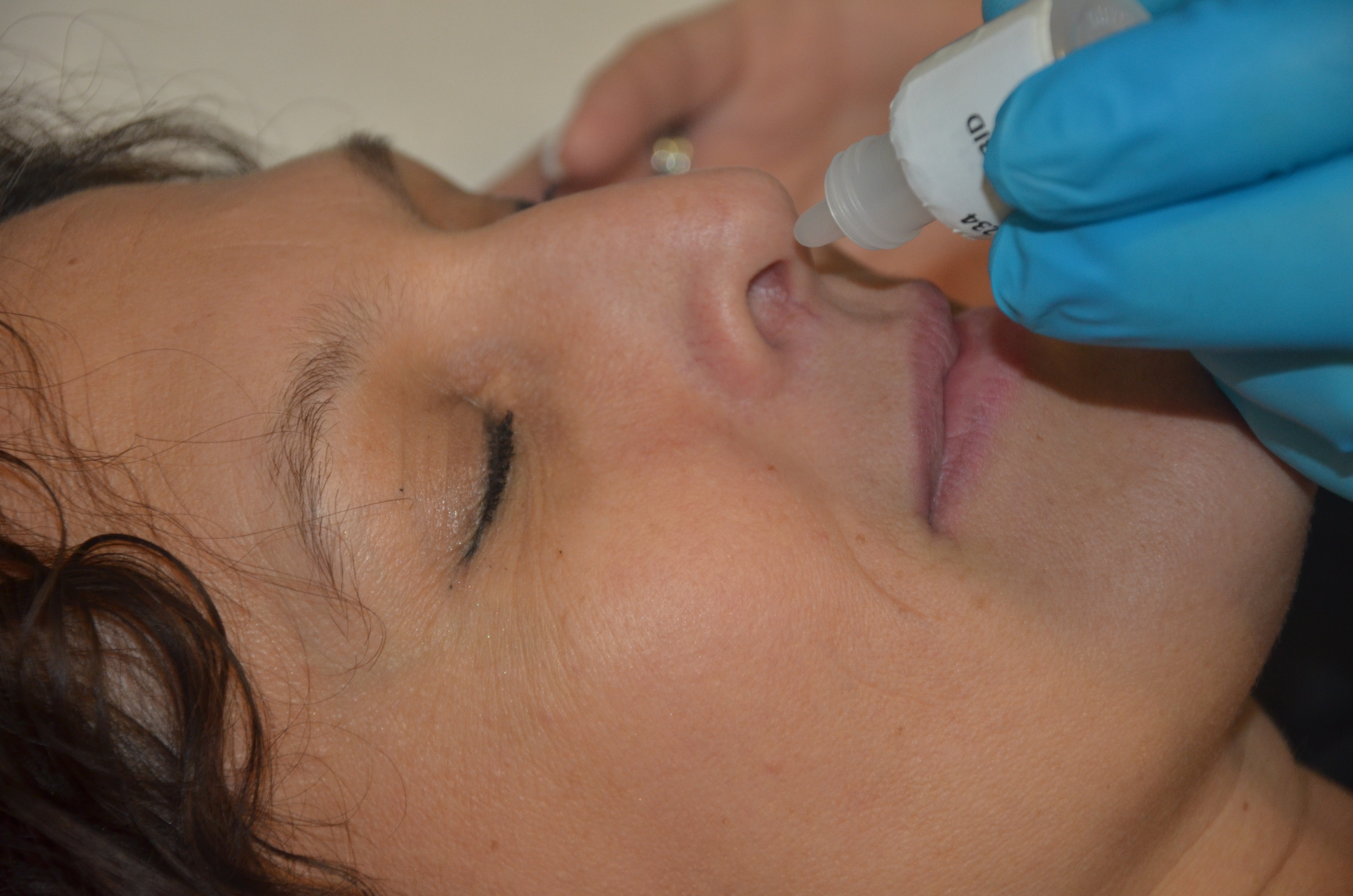
قطرات الأنف.

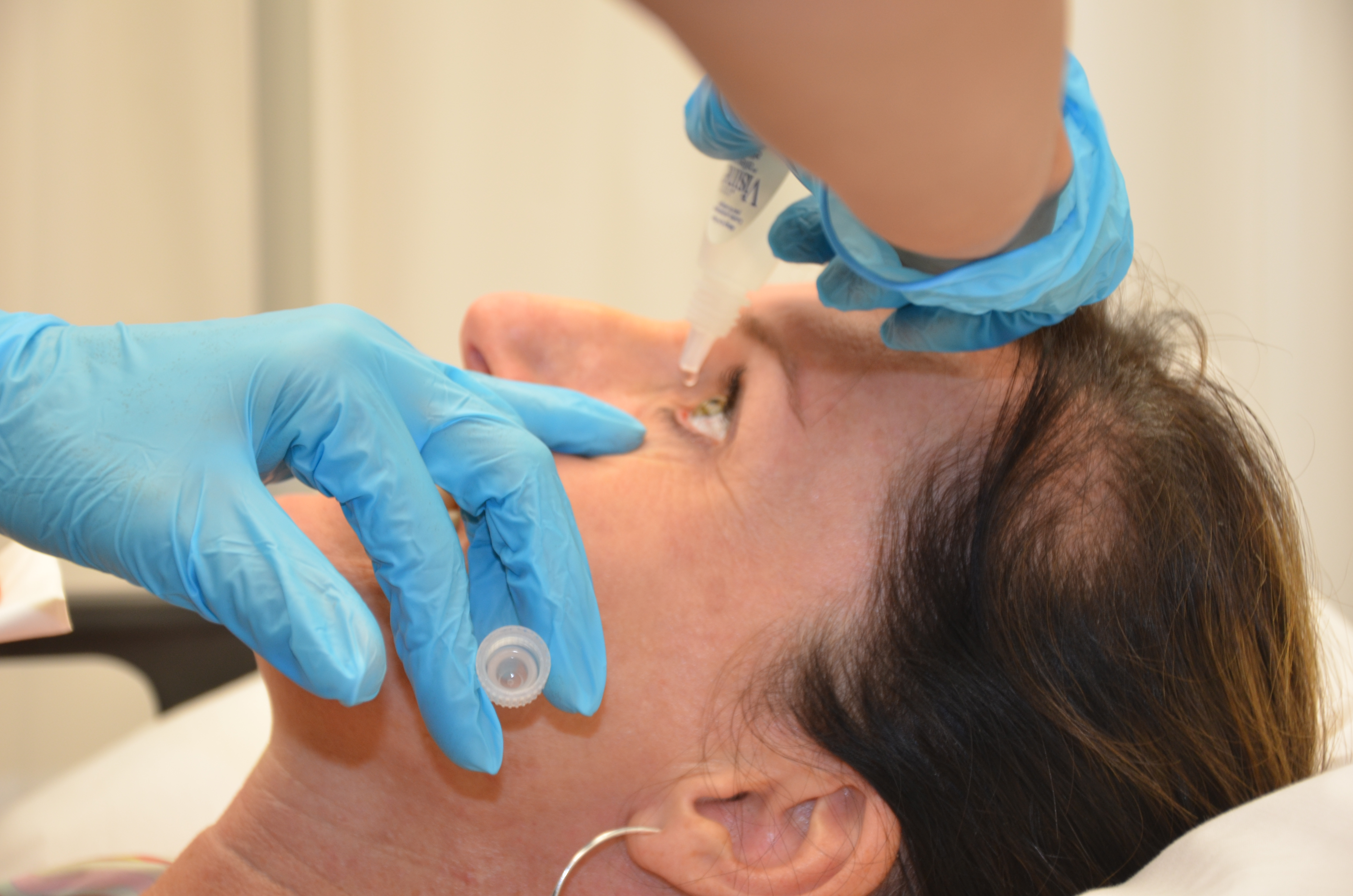
قطرات العين

الدواء الموضعي هو الدواء الذي يتم وضعه على الجلد أو الأغشية المخاطية لعلاج الأمراض باستخدام مجموعة واسعة من المواد التي تتضمن الكريمات، والمواد الرغوية، والمواد الهلامية، والمستحضرات، والمراهم.
الأدوية الموضعية تختلف عن العديد من الأنواع الأخرى من الأدوية لأن سوء استخدامها يمكن أن يؤدي إلى بعض الآثار الجانبية على المريض أو المعالج.
العديد من الأدوية الموضعية توضع مباشرة على سطح الجلد. وقد تكون الأدوية الموضعية أيضا استنشاقية، مثل أدوية الربو، ويمكن وضعها على سطح الأنسجة الأخرى من الجلد، مثل قطرات العين التي توضع على الملتحمة، أو قطرات الأذن، أو الأدوية التي يتم وضعها على سطح الأسنان.
كطريقة استعمال، تقارن الأدوية الموضعية مع الأدوية التي تستعمل داخليا كالأدوية المعوية (في الجهاز الهضمي)والأدوية المحقونة داخل الأوعية الدموية أو الوريد (حقنها في الدورة الدموية).
وبشكل عام فإن الأدوية الموضعية تستعمل لعلاج منطقة محددة من الجسم وهي التي توضع عليها. ومع ذلك، فإن العديد من الأدوية الموضعية لها تأثيرات جهازية أيضا.
بعض المواد الكيميائية النافرة (التي لا تذوب في الماء)، مثل هرمونات الستيرويد، يمكن للجسم امتصاصها بعد أن تضع على الجلد بشكل كريم، هلام، أو غسول. اللصقات الجلدية أصبحت أيضا شائعة كوسيلة لمنع الحمل، والعلاج بالهرمونات البديلة، ومنع دوار الحركة. كما ان هناك بعض المضادات الحيوية التي يمكن استخدامها موضعياً مثل الكلورامفينيكول.

## اختيار صياغة قاعدة
فعالية الأدوية في كثير من الأحيان تتغيير مع قاعدته. على سبيل المثال، تصنف بعض الستيرويدات الموضعية أعلى بنقطة قوة واحدة أو نقطتين عند الانتقال من كريم إلى مرهم. ويعتبر المرهم القاعدي أكثر كثافة وبالتالي أقل انتشارا مما سيدفع الدواء داخل الجلد بسرعة أكبر من محلول قاعدي أو كريم.
وبالرغم من أن المصنعين لكل المنتجات الموضعية لديهم السيطرة الكاملة على محتوى القاعدة في الدواء بالإضافة إلى الاحتواء على نفس المكونات الفعالة إلا أن كريم الشركة المصنعة قد يكون أكثر حمضية من الأخرى وهذا قد يسبب في تهيج الجلد أو تغيير معدل امتصاصه. فعلى سبيل المثال، وضع الكريم المهبلي الذي يحتوي على الميكونازول المضاد للفطريات قد يحدث تهيجا في الجلد أقل من الذي ينتج عن الميكونازول في كريم قدم الرياضي. ويمكن لهذه الاختلافات، في بعض الأحيان، ان يؤدي إلى نتائج سريرية مختلفة، على الرغم من أن العنصر النشط هو نفسه. لا توجد قوة مقارنة لضمان فعالية متساوية بين اسم عام والعلامة التجارية للستيرويدات الموضعية (نسبة الزيوت مقابل المياه تؤثر بشكل كبير على قوة الستيرويد الموضعي). وقد أكدت الدراسات أن فاعلية بعض المنتجات الستيرويدية الموضعية قد تختلف وفقا للشركة المصنعة أو للعلامة التجارية. فمثلا أثبتت دراسات سريرية في حالة اسم العلامة التجارية ان كريم فازلين وكريم كينالوج كان لهم فعالية أكبر بكثير من بعض أشكال هذا الدواء التي تنتجها شركات الأدوية العامة. ومع ذلك، في المراهم ذات القاعدة الضعيفة، الاختلاف بين المصنعين أقل من ذلك بكثير.
في طب الأمراض الجلدية، القاعدة في الأدوية الموضعية غالبا لا تقل أهمية عن الدواء نفسه. ومن المهم للغاية للحصول على الدواء في القاعدة الصحيحة، قبل الاستعمال على الجلد. ولا يمكن للصيدلي ان يبدل المرهم بالكريم، أو العكس بالعكس، حيث أن قوة الدواء يمكن أن تتغير.
و يقوم بعض الأطباء باستخدام مرهم سميك ليحل محل حاجز الماء من الجلد الملتهب في علاج الأكزيما، وكريم قد لا يحقق نفس النتيجة السريرية.

## أصناف الأدوية الموضعية
هناك العديد من الاصناف العامة، ولا يوجد خط فاصل واضح بين التراكيب؛ فنتيجة لذلك، قد يختار قسم التسويق في الشركة المصنّعة لإدراج الدواء تحت فئة مختلفة تماما عن ما قد يطلق عليه عادةً. فعلى سبيل المثال، كريم يوسيرين من الأنسب اعتباره مرهماً بدلا من أن يكون كريم.

### المحاليل الموضعية
المحاليل الموضعية تكون ذات لزوجة منخفضة، وغالباً ما يُستخدم الماء أو الكحول في كقاعدة لها. المحلول يمكن أن يتسبب في جفاف الجلد إذا تم استخدام الكحول كقاعدة له.
تكون هذه المحاليل في العادة على شكل بودرة تذوب في الماء والكحول، وأحيانا في المنتجات النفطية. الكحول في الستيرويدات الموضعية في كثير من الأحيان يمكن أن يسبب الجفاف إذا تم استخدامه كمكون أساسي.
هناك تفاوت كبير بين العلامات التجارية العامة واسم الماركات. وهناك أيضا خطر التهيج المصاحب للمواد الحافظة والعطور المستخدمة. فيما يلي بعض الأمثلة على المحاليل الموضعية:
1.	خلات الألومنيوم كمحلول موضعي: عديم اللون، ذو رائحة أسيتيكية باهتة، وطعم حلو. يتم استخدامه موضعيا كمادة قابضة بعد تخفيفه مع 10-40 جزء من الماء. يستخدم في العديد من أنواع المستحضرات الجلدية، والكريمات، والمعاجين ويتوفر على شكل أقراص ومساحيق معبأة تجارياً.
2. خلات بوفيدون كمحلول موضعي: يتكون من مركب معقد بين اليود مع بوفيدون. يتكوّن من بوليمر متوسط الوزن الجزيئي له 40,000 غرام لكل مول. يحتوي يود البوفيدون على 10% يود متاح يفرز ببطء عندما يضع على الجلد. ويستخدم موضعيا كمعقم جراحي لليدين وكمحلول مطهّر غير مهيّج. فعاليته تنسب مباشرة إلى وجود وإطلاق اليود من المعقد. المنتج التجاري: محلول بيتادين

### اللوشن
اللوشن شبيه بالمحاليل ولكن أكثر سُمكًا ويميل إلى أن يكون أكثر ترطيبا في العادة من المحاليل. عادةً ما يتكوّن من مواد نفطية ممزوجة بالماء، وفي الكثير من الأحيان يحتوي على نسبة كحول أقل من المحاليل. يمكن لللوشن ان يجفف البشرة إذا كان يحتوي على كمية عالية من الكحول. هناك تفاوت كبير في بين الأنواع المختلفة من اللوشن.

### اللوشن الذي يحتاج إلى الرج
يتكون من مزيج ينفصل إلى جزئين أو ثلاثة اجزاء (طبقات) مع مرور الوقت.
في كثير من الأحيان يتكون من مادة نفطية مختلطة مع محلول مائي، فيحتاج إلى أن يرج قبل الاستخدام. «رج الزجاجة جيدا قبل الاستعمال».

### الكريم
الكريم هو مستحلب من الزيت والماء بنسب متساوية تقريبا، كما يكون أكثر سُمكًا من المحلول، ويحافظ على شكله عند إخراجه من العبوة، كما يميل إلى أن يكون معتدلا في الترطيب. تعتمد فعاليته على قدرته على اختراق طبقة المتقرّنة الخارجية من الجلد.
يعدّ الكريم أكثر سمكًا من اللوشن ويحافظ على شكله حتى بعد إخراجه من عبوته.
للكريمات خطر تسبيب الحساسية المناعية لوجود المواد الحافظة. وبالعادة يكون الكريم متقبلا من قبل الكثير من المرضى.

### المرهم
المرهم عبارة عن مادة لزجة جداً، ومتجانسة، وشبه صلبة، ودهنية سميكة (الزيوت 80٪ - 20٪ ماء)، تضع على الجلد أو الأغشية المخاطية. للمراهم عدد مائي يعرّف بأكبر قدر ممكن من جزيئات المياه التي يمكن أن تحتويها تركيبة المرهم. تستخدم كمطريات أو لتطبيق المكونات النشطة على الجلد للمعالجة، أو لأغراض وقائية، وحيثما تكون النتيجة المرجوّة هي دفع الدواء داخل الجلد.
يتم استخدام المراهم موضعياً على مجموعة متنوعة من اسطح الجسم، وتشمل هذه الاسطح الجلد والأغشية المخاطية للعين (مرهم العين)، والصدر، والفرج والشرج، والأنف. وقد يكون أو لا يكون المرهم هو العلاج.
المراهم عادةً ما تكون مرطبة جدا، وجيدة للبشرة الجافة. خطرالاصابة بالتهيج أو الحساسية قليل بسبب وجود عدد قليل من المكونات غير القاعدة النفطية أو الدهنية. عادة ما يكون هناك القليل من التفاوت بين العلامات التجارية الجنيسة والعلامات التجارية. غالبا ما تكره المراهم من قبل المرضى بسبب دهنيتهم.
ومن المعروف أن ناقل المواد الفعالة من المرهم هي القاعدة المستخدمة في المرهم. اختيار القاعدة يعتمد على المؤشر السريري للمرهم. الأنواع مختلفة من القواعد للمراهم هي:
- القواعد الهيدروكربونية كالنفط والغاز؛ مثل البارافين الصلب، والبارافين اللين، والشمع الجريزوفولفين وشمع السيريسين
- قواعد الامتصاص؛ مثل دهن الصوف، وشمع العسل
- القواعد القابلة للذوبان في الماء؛ مثل ماكروغول 200، 300، 400
- قواعد الاستحلاب؛ مثل شمع الاستحلاب، وسيتريميد
- الزيوت النباتية؛ مثل زيت الزيتون، وزيت جوز الهند، وزيت السمسم، وزيت اللوز، وزيت الفول السوداني.

الجزيئات دوائية تنتشر في القاعدة وتنقسم بعد اختراقها الخلايا الحية من الجلد.
العدد الميائي للمرهم هو الكمية القصوى من جزيئات المياه التي قد تحتويها 100 غرام من القاعدة على درجة 20 ° س.
تصاغ المراهم باستخدام قواعد نافرة أو محبة للمياه أو قواعد الاستحلاب لإنتاج المراهم التي تمتزج، اولا تمتزج، أو تستحلب مع إفرازات الجلد. كما أنها يمكن أن تكون مشتقة من المواد النفطية أو الغازية أو القواعد القابلة لاستيعاب، أو لإزالة الماء، أو القواعد الذائبة في الماء.
تقييم المراهم يعتمد على
- محتوى الدواء
- الإفرازات الدوائية من القاعدة
- قدرة الدواء على الاختراق
- تكوين الدواء
- امتصاص الدواء إلى مجرى الدم
- تأثير المهيجات

الخصائص التي تؤثر على اختيار قاعدة المرهم هي:
- استقرار
- قابلية الاختراق
- خاصية المذيبات
- الآثار المهيجة
- سهولة التطبيق والإزالة

طرق إعداد المراهم
- السحن (التخفيف التدريجي): خلال هذه العملية، الجزيئات الدوائية المطحونة غير القابلة للذوبان توزّع بالتساوي عن طريق الطحن مع كمية صغيرة من القاعدة يليها التخفيف مع كميات متزايدة تدريجيا من القاعدة.
- الانصهار: في هذه الطريقة، يتم تذويب المكونات معا في ترتيب تنازلي من نقطة انصهار لضمان التجانس.

### الهلام
المواد الهلامية أكثر سُمكا من المحاليل، وغالبا ما تتكون من مستحلب نصف صلب في قاعدة كحولية. بعضها يذوب على درجة حرارة الجسم. الهلام يميل إلى أن يكون سليلوز تحلل مع إضافة الكحول أو الأسيتون لذلك قد يكون مادة مجففة. المواد الهلامية تميل إلى أن تكون مصنّعة من مكونات متغيرة بشكل كبير بين العلامات التجارية العامة والأسماء التجارية.
تحمل المواد الهلامية مخاطر كبيرة على إحداث الحساسية بسبب العطور والمواد الحافظة. الهلام مفيد لفروة الرأس وطيات الجسم. عند تطبيق الهلام، ينبغي لواضع الهلام تجنب التشققات والتآكل لأن القاعدة الكحولية قد تسبب الجفاف والشعور باللسع. يتمتع الهلام بنسبة عالية من القبول بين المستخدمين بسبب أناقته التجميلية.

### الرغوة
يمكن أن تُجد مع الستيرويدات الموضعية لفروة الرأس.

### لزقات جلدية
يمكن للزقات ان تكون طريقة دقيقة جداً لاعطاء الدواء خلال فترة زمنية معينة. يمكن التحكم بافراز العنصر النشط من اللزقات عن طريق الانتشار من خلال اللاصق الذي يغطي رقعة كلها، أو عن طريق الانتشار عبر غشاء قد يكون لاصق على حافته فقط، أو عن طريق افراز المواد الفعّالة من البوليمر.
قطع الرقعة قد يسبب الجفاف السريع لقاعدة الدواء والتأثير على معدل انتشار المواد الفعالة وقد يؤثر على الجرعة المُعطى.

### رقاقة التردد البيولوجي الدوائية
رقاقات تعرف ب drug dilevering biochips تنظم افراز الدواء على شكل جرعات موضعية يتم برمجتها على ترددات منخفضة لإعطاء الدواء بجرعات وأوقات محددة تتوافق بيولوجيا مع جسد وحالة المريض .

### المسحوق
المسحوق هو إما الدواء النقي بحد ذاته (بودرة التلك)، أو مصنوع من الأدوية المختلطة مع ناقل مثل نشاء الذرة أو مسحوق كوز الذرة (زيسورب أي إف - مسحوق ميكونازول). يمكن ايضاً استخدامه كمستنشق موضعي (مسحوق الكوكايين المستخدم في جراحة الأنف).

### الأدوية الصلبة
يمكن استخدام الدواء في الحالة الصلبة - مثل مزيل العرق، والأدوية القابضة، وأدوية وقف نزيف الدم. بعض المواد الصلبة تذوب عندما تصل إلى درجة حرارة الجسم - مثل التحاميل الشرجية.

### الإسفنج
بعض وسائل منع الحمل تعتمد على الإسفنج كناقل للأدوية السائلة. وقد استُخدِم الإسفنج المغمور بعصير الليمون كوسيلة بدائية لمنع الحمل في بعض الثقافات.

### الشريط
الكوردران مثلاً ستيرويد موضعي يتم تطبيقه بواسطة شريط لضمن امتصاصه. هذا يزيد من فاعلية وامتصاص الستيرويد الموضعي، فيستخدم لعلاج أمراض الجلد الالتهابية.

### البخار
تطبق بعض الأدوية على الجلد كمرهم أو هلام، وتصل إلى الغشاء المخاطي عن طريق التبخر. ومن الأمثلة على ذلك مضادات الاحتقان الموضعية للأنف ورائحة الملح.

### المعجون
المعجون عبارة عن 3 عناصر - المواد النفطية، والمياه، والمساحيق. وهو مرهم عُلقت فيه جزيئات المسحوق.

### الصبغة
الصبغة هي إعداد جلدي يحتوي على نسبة عالية من الكحول. عادة ما يتم استخدامه كوسيلة لاعطاء الدواء إذا كان المطلوب تجفيف المنطقة المرجوة.

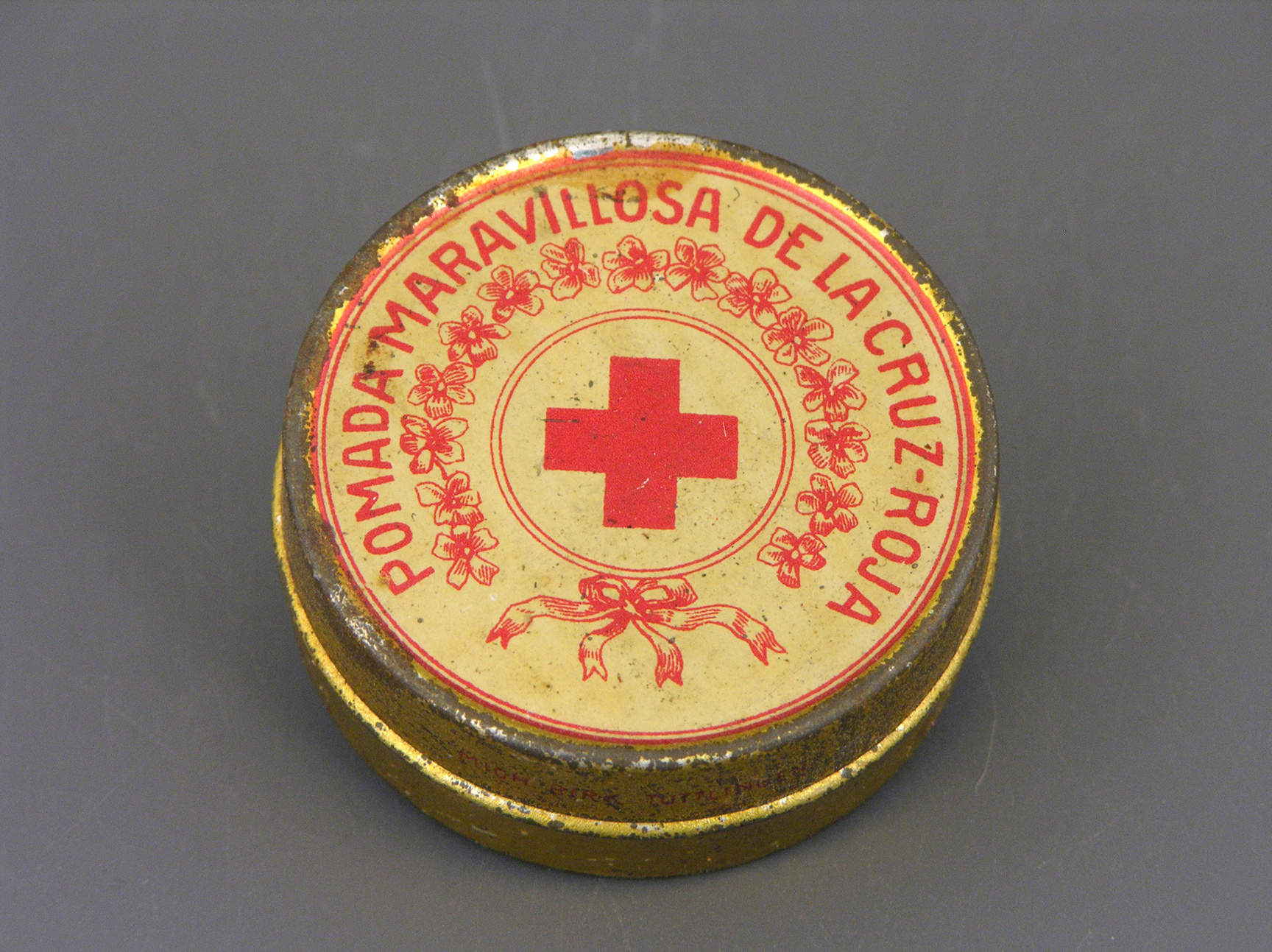
الغطاء المعدني لمرهم كروز روجا من المكسيك (من بداية القرن العشرون) من المجموعة الدائمة لدى متحف Museo del Objeto del Objeto.